# Electronic Meditation
Electronic Meditation är Tangerine Dreams debutalbum, publicerat i juni 1970. Musiken är olik den strömlinjeformade ambientmusik de senare skulle bli synonyma med. Klaus Schultze var batterist innan han började med soloprojekt.

## Låtförteckning
Sida 1
1. "Genesis" – 5:57
2. "Journey Through a Burning Brain" – 12:26

Sida 2
1. "Cold Smoke" – 10:38
2. "Ashes to Ashes" – 4:06
3. "Resurrection" – 3:27

## Medverkande
Musiker
- Edgar Froese – 6- och 12-strängad gitarr, orgel, piano, ljudeffekter
- Conrad Schnitzler – cello, violin, ljuderrekter
- Klaus Schulze – trummor, percussion
- Jimmy Jackson – orgel (okrediterad)
- Thomas Keyserling – flöjt (okrediterad)